# Aloe challisii
Aloe challisii é uma espécie de liliopsida do gênero Aloe, pertencente à família Asphodelaceae.